# Società Sportiva Teramo Calcio 2016-2017
Questa voce raccoglie le informazioni riguardanti il Teramo nelle competizioni ufficiali della stagione 2016-2017.

## Stagione
Il Teramo nel 2016-2017 partecipa al ventunesimo campionato di terza serie della sua storia, nel girone B della Lega Pro. La prima parte del precampionato dei biancorossi si è svolto in ritiro nella località aquilana di Ovindoli dal 13 luglio al 28 luglio, la seconda parte si è invece svolta a Teramo da dopo la gara di Coppa Italia fino all'inizio del campionato. Il diavolo ha giocato amichevoli con Pescara(a Palena) dove è stato sconfitto per 2-0, Avezzano(ad Avezzano) vincendo 0-1(rete di Sansovini), Alba Adriatica(a Teramo) altra vittoria di misura 1-0(rete di Petermann), Pineto(a Pineto) vittoria per 0-2(reti di Fratangelo e D'Orazio), Morro d'Oro(a Morro d'Oro) vincendo 0-5(tripletta di Carraro, Di Paolantonio e Fratangelo) e Perugia(a Teramo) perdendo 1-2(rete di D'Orazio).

## Divise e sponsor
Lo sponsor tecnico per la seconda stagione consecutiva è Frankie Garage Sport mentre gli sponsor ufficiali sono Humangest (main sponsor), Groupama Assicurazioni (co-sponsor) e Cristalpack (sul retro della maglia).
| Casa | Trasferta | 3º divisa | 4º divisa |

## Organigramma societario
Fonte
Consiglio di Amministrazione
- Presidente: Luciano Campitelli
- Vicepresidente e amministratore delegato: Ercole Cimini

Management
- Direttore generale: Gianluca Scacchioli
- Direttore sportivo: Fabio Lupo(fino a Settembre)
- Segretario generale/sportivo: Antonio Parnanzone
- Dirigenti: Fabio Mignini, Benedetto Presante, Pasqualino Testa
- Addetto stampa, responsabile sito Internet e Supporter Liaison Officer: Marco De Antoniis
- Addetto marketing: Marco Volponi
- Addetto all’arbitro: Ermanno Di Felice
- Fotografo ufficiale: Vincenzo Ranalli
- Referente sicurezza stadio: Vincenzo Di Antonio

Area tecnica
- Allenatore: Lamberto Zauli(Federico Nofri Onofri da Settembre)
- Allenatore in seconda: Rodolfo Giorgetti(Vittorio Calabrese da Settembre)
- Preparatore dei portieri: Fabrizio Grilli
- Preparatore atletico: Mattia Vincenzi(Roberto Stefanelli da Settembre)
- Assistente preparatore atletico: Riccardo Cantarini(da Settembre)
- Team manager: Fabio Luigi Gatta
- Medici sociali: Siriano Cordoni, Carlo D'Ugo, Nicola Franchi
- Massaggiatore: Piero Timoteo
- Osteopata: Antonio Misantone
- Magazziniere: Leo Rastelli

## Rosa
Rosa tratta dal sito ufficiale al 9 settembre 2016.
| N. |                   | Ruolo | Calciatore                |
| -- | ----------------- | ----- | ------------------------- |
| 1  | Italia (bandiera) | P     | Francesco Rossi           |
| 2  | Italia (bandiera) | D     | Filippo Capitanio         |
| 3  | Italia (bandiera) | D     | Tommaso D'Orazio          |
| 4  | Italia (bandiera) | C     | Davide Petermann          |
| 5  | Italia (bandiera) | D     | Mattia Altobelli          |
| 6  | Italia (bandiera) | D     | Ivan Speranza (capitano)  |
| 7  | Italia (bandiera) | C     | Alessandro Di Paolantonio |
| 8  | Italia (bandiera) | C     | Danilo Bulevardi          |
| 9  | Italia (bandiera) | A     | Antonio Croce             |
| 10 | Italia (bandiera) | A     | Marco Sansovini           |
| 11 | Italia (bandiera) | A     | Mirco Petrella            |
| 12 | Italia (bandiera) | P     | Edoardo Selva             |
| 13 | Italia (bandiera) | D     | Pietro Manganelli         |
| 14 | Italia (bandiera) | D     | Luca Orlando              |
| 15 | Italia (bandiera) | D     | Francesco Karkalis        |
| 16 | Italia (bandiera) | C     | Carlo Ilari               |
| 17 | Italia (bandiera) | C     | Matteo Cericola           |
| 18 | Italia (bandiera) | A     | Luca Forte                |

| N. |                    | Ruolo | Calciatore                  |
| -- | ------------------ | ----- | --------------------------- |
| 19 | Italia (bandiera)  | D     | Stefano Scipioni            |
| 20 | Italia (bandiera)  | C     | Federico Carraro            |
| 21 | Italia (bandiera)  | A     | Alessandro Fratangelo       |
| 22 | Italia (bandiera)  | P     | Tomasch Calore              |
| 23 | Italia (bandiera)  | D     | Nebil Caidi (vice capitano) |
| 24 | Italia (bandiera)  | C     | Giorgio Mantini             |
| 25 | Italia (bandiera)  | C     | Lorenzo Cesarini            |
| 26 | Brasile (bandiera) | A     | Andrade Siqueira Jefferson  |
| 27 | Italia (bandiera)  | C     | Demetrio Steffè             |
| 28 | Italia (bandiera)  | D     | Simone Sales                |
|    | Italia (bandiera)  | P     | Alfredo Cannella            |
|    | Italia (bandiera)  | D     | Davide Frezzi               |
|    | Italia (bandiera)  | D     | Mattia Placido              |
|    | Italia (bandiera)  | C     | Stefano Amadio              |
|    | Italia (bandiera)  | C     | Alessandro Tini             |
|    | Italia (bandiera)  | A     | Giacomo Calderaro           |
|    | Senegal (bandiera) | A     | Papa Abdoulaye Ndiour       |

## Calciomercato
Fonte

### Sessione estiva(dal 1º luglio al 31 agosto)
| Acquisti | Acquisti                   | Acquisti         | Acquisti      |
| R.       | Nome                       | da               | Modalità      |
| -------- | -------------------------- | ---------------- | ------------- |
| P        | Tomasch Calore             | Pescara          | prestito      |
| P        | Francesco Rossi            | Atalanta         | prestito      |
| D        | Mattia Altobelli           | Pescara          | definitivo    |
| D        | Filippo Capitanio          | Cesena           | definitivo    |
| D        | Andrea Cerqueti            | San Nicolò       | fine prestito |
| D        | Tommaso D'Orazio           | Pistoiese        | fine prestito |
| D        | Francesco Karkalis         | Pescara          | prestito      |
| D        | Pietro Manganelli          | Jolly Montemurlo | definitivo    |
| D        | Luca Orlando               | Pescara          | prestito      |
| D        | Mattia Placido             | Sampdoria        | definitivo    |
| C        | Danilo Bulevardi           | Pescara          | prestito      |
| C        | Federico Carraro           | Pavia            | definitivo    |
| C        | Matteo Cericola            | Rieti            | definitivo    |
| C        | Carlo Ilari                | Juventus         | definitivo    |
| C        | Davide Petermann           | Palermo          | prestito      |
| A        | Antonio Croce              | Monopoli         | definitivo    |
| A        | Luca Forte                 | Pescara          | prestito      |
| A        | Andrade Siqueira Jefferson | Latina           | definitivo    |
| A        | Papa Abdoulaye Ndiour      | Montebelluna     | fine prestito |
| A        | Marco Sansovini            | Pescara          | prestito      |

| Cessioni | Cessioni                 | Cessioni          | Cessioni                |
| R.       | Nome                     | a                 | Modalità                |
| -------- | ------------------------ | ----------------- | ----------------------- |
| P        | Alfredo Cannella         | Olympia Agnonese  | prestito                |
| P        | Davide Narduzzo          | Reggiana          | definitivo              |
| P        | Alessandro Tonti         | Latina            | definitivo              |
| D        | Simone Brugaletta        |                   | fine contratto          |
| D        | Luca Cecchini            | Entella           | fine prestito           |
| D        | Andrea Cerqueti          | Città di Ciampino | definitivo              |
| D        | Davide Frezzi            | Campobasso        | prestito                |
| D        | Marco Perrotta           | Pescara           | definitivo              |
| D        | Mattia Placido           | Pistoiese         | prestito                |
| D        | Giuseppe Serrao          |                   | lista di svincolo       |
| C        | Stefano Amadio           | Latina            | definitivo              |
| C        | Diego Cenciarelli        |                   | risoluzione consensuale |
| C        | Michel Cruciani          | Benevento         | fine prestito           |
| C        | Matteo Loreti            |                   | fine contratto          |
| C        | Riccardo Palestini       | Pescara           | definitivo              |
| C        | Antonio Palma            | Atalanta          | fine prestito           |
| C        | Lorenzo Paolucci         | Pescara           | fine prestito           |
| C        | Mario Francesco Prezioso | Napoli            | fine prestito           |
| C        | Alessandro Tini          | Campobasso        | prestito                |
| C        | Filippo Troiani          |                   | lista di svincolo       |
| A        | Giacomo Calderaro        | Manfredonia       | prestito                |
| A        | Francesco Forte          | Inter             | fine prestito           |
| A        | Giuseppe Le Noci         | Como              | fine prestito           |
| A        | Simone Monni             | Pescara           | fine prestito           |
| A        | Stefano Moreo            | Entella           | fine prestito           |
| A        | Papa Abdoulaye Ndiour    | Isernia           | definitivo              |

### Operazioni esterne alle sessioni
| Acquisti | Acquisti        | Acquisti | Acquisti       |
| R.       | Nome            | da       | Modalità       |
| -------- | --------------- | -------- | -------------- |
| D        | Simone Sales    |          | parametro zero |
| C        | Demetrio Steffè |          | parametro zero |

| Cessioni | Cessioni        | Cessioni | Cessioni          |
| R.       | Nome            | a        | Modalità          |
| -------- | --------------- | -------- | ----------------- |
| C        | Matteo Cericola |          | lista di svincolo |

### Sessione invernale(dal 3 al 31 gennaio)
| Acquisti | Acquisti           | Acquisti   | Acquisti   |
| R.       | Nome               | da         | Modalità   |
| -------- | ------------------ | ---------- | ---------- |
| P        | Paolo Branduani    | SPAL       | prestito   |
| P        | Antonio Narciso    | Foggia     | prestito   |
| D        | Vincenzo Camilleri | Paganese   | definitivo |
| D        | Raffaele Imparato  | Perugia    | definitivo |
| C        | Stefano Amadio     | Latina     | prestito   |
| C        | Pietro Baccolo     | Catanzaro  | definitivo |
| C        | Mirco Spighi       | SPAL       | definitivo |
| A        | Riccardo Barbuti   | Lumezzane  | definitivo |
| A        | Lorenzo Tempesti   | Tuttocuoio | definitivo |

| Cessioni | Cessioni                   | Cessioni            | Cessioni                |
| R.       | Nome                       | a                   | Modalità                |
| -------- | -------------------------- | ------------------- | ----------------------- |
| P        | Francesco Rossi            | Atalanta            | fine prestito           |
| D        | Filippo Capitanio          | Santarcangelo       | definitivo              |
| D        | Tommaso D'Orazio           | Cosenza             | prestito                |
| D        | Pietro Manganelli          |                     | risoluzione consensuale |
| D        | Luca Orlando               | Pescara             | fine prestito           |
| C        | Danilo Bulevardi           | Pescara             | fine prestito           |
| C        | Davide Petermann           | Palermo             | fine prestito           |
| C        | Demetrio Steffè            | Siena               | definitivo              |
| A        | Antonio Croce              | Fidelis Andria      | definitivo              |
| A        | Luca Forte                 | Pescara             | fine prestito           |
| A        | Jefferson Andrade Siqueira | Viterbese Castrense | definitivo              |

## Risultati

### Campionato

#### Girone di andata
| Arbitro: | Pietropaolo (Modena) |

|                                 |           |  |
| Bacio Terracino 50’ Barbuti 53’ | Marcatori |  |

| Arbitro: | Pillitteri (Palermo) |

|               |           |               |
| Sansovini 15’ | Marcatori | 2’ Maistrello |

| Arbitro: | Cipriani (Empoli) |

|                                      |           |             |
| Burrai 20’ Ilari 48’ (aut.) Arma 84’ | Marcatori | 90+2’ Croce |

| Arbitro: | Strippoli (Bari) |

|               |           |                         |
| Jefferson 23’ | Marcatori | 64’, 86’ (rig.) Schiavi |

| Arbitro: | Detta (Mantova) |

|          |           |               |
| Cori 90’ | Marcatori | 86’ Sansovini |

| Arbitro: | Andreini (Forlì) |

|                           |           |  |
| Sansovini 4’ D'Orazio 34’ | Marcatori |  |

| Arbitro: | Annaloro (Collegno) |

|             |           |               |
| Gliozzi 68’ | Marcatori | 42’ Bulevardi |

| Teramo 8 ottobre 2016, ore 18:30 CEST 8ª giornata | Teramo         | 0 – 0 referto | Padova | Stadio Gaetano Bonolis (1 834 spett.)\| Arbitro: \| Volpi (Arezzo) \| |
| Arbitro:                                          | Volpi (Arezzo) |               |        |                                                                       |

| Arbitro: | Luciano (Lamezia Terme) |

|                           |           |           |
| Geijo 30’, 81’ Fabris 54’ | Marcatori | 23’ Ilari |

| Arbitro: | Lorenzin (Castelfranco Veneto) |

|               |           |                                             |
| Bulevardi 26’ | Marcatori | 54’ Mastroianni 73’ Giorgione 82’ Anastasio |

| Arbitro: | D'Apice (Arezzo) |

|                      |           |                                                               |
| Casiraghi 11’ (rig.) | Marcatori | 72’, 75’ Jefferson 74’ Petrella 90+1’, 90+4’ (rig.) Sansovini |

| Arbitro: | Natilla (Molfetta) |

|  |           |               |
|  | Marcatori | 48’ Zammarini |

| Arbitro: | Perotti (Legnano) |

|                    |           |  |
| Mancuso 56’, 90+2’ | Marcatori |  |

| Arbitro: | Marchetti (Ostia Lido) |

|                                       |           |                       |
| Ilari 7’ Bulevardi 11’ Fratangelo 79’ | Marcatori | 41’, 54’ De Silvestro |

| Arbitro: | Chindemi (Viterbo) |

|           |           |  |
| Mogos 34’ | Marcatori |  |

| Arbitro: | Carella (Bari) |

|  |           |                          |
|  | Marcatori | 2’ Bulevardi 14’ Carraro |

| Arbitro: | Ayroldi (Molfetta) |

|  |           |             |
|  | Marcatori | 9’ Palmieri |

| Arbitro: | Schirru (Nichelino) |

|                   |           |           |
| Evacuo 32’ (rig.) | Marcatori | 15’ Ilari |

| Arbitro: | Fiorini (Frosinone) |

|                                |           |                                 |
| Di Paolantonio 25’ Croce 90+3’ | Marcatori | 3’ Ranellucci 33’ (rig.) Guerra |

#### Girone di ritorno
| Arbitro: | De Angeli (Abbiategrasso) |

|               |           |                |
| Sansovini 55’ | Marcatori | 90+3’ Leonetti |

| Arbitro: | Mantelli (Brescia) |

|                              |           |               |
| Candido 75’ Maistrello 90+1’ | Marcatori | 26’ Capitanio |

| Arbitro: | Pasciuta (Agrigento) |

|               |           |           |
| Diop 52’, 58’ | Marcatori | 16’ Ilari |

| Arbitro: | Di Gioia (Nola) |

|                      |           |                 |
| Sansovini 90’ (rig.) | Marcatori | 16’ (rig.) Cori |

| Arbitro: | Meleleo (Casarano) |

|                                     |           |  |
| Fioretti 71’ Germinale 90+5’ (rig.) | Marcatori |  |

| Teramo 19 febbraio 2017, ore 14:30 CET 26ª giornata | Teramo           | 0 – 0 referto | Südtirol | Stadio Gaetano Bonolis (1 274 spett.)\| Arbitro: \| Tursi (Valdarno) \| |
| Arbitro:                                            | Tursi (Valdarno) |               |          |                                                                         |

| Arbitro: | Prontera (Bologna) |

|                                  |           |  |
| Barbuti 36’ Semenzato 85’ (aut.) | Marcatori |  |

| Arbitro: | Viotti (Tivoli) |

|             |           |  |
| Dettori 72’ | Marcatori |  |

| Arbitro: | Proietti (Terni) |

|               |           |                                                    |
| Sansovini 63’ | Marcatori | 7’ Domizzi 45’ Marsura 56’ Bentivoglio 90’ Ferrari |

| Arbitro: | Schirru (Nichelino) |

|             |           |  |
| Scrosta 49’ | Marcatori |  |

| Arbitro: | Gariglio (Pinerolo) |

|                                                                                       |           |  |
| Caidi 13’, 33’ Sansovini 26’ (rig.) Di Paolantonio 52’ Speranza 63’ Marini 82’ (aut.) | Marcatori |  |

| Mantova 26 marzo 2017, ore 16:30 CEST 31ª giornata | Mantova          | 0 – 0 referto | Teramo | Stadio Danilo Martelli (2 681 spett.)\| Arbitro: \| Ranaldi (Tivoli) \| |
| Arbitro:                                           | Ranaldi (Tivoli) |               |        |                                                                         |

| Arbitro: | Mastrodonato (Molfetta) |

|                               |           |               |
| Fratangelo 29’ Speranza 90+3’ | Marcatori | 55’ Bacinovic |

| Arbitro: | Panarese (Lecce) |

|  |           |             |
|  | Marcatori | 77’ Barbuti |

| Arbitro: | Mantelli (Brescia) |

|  |           |             |
|  | Marcatori | 83’ Guidone |

| Teramo 15 aprile 2017, ore 16:30 CEST 35ª giornata | Teramo       | 0 – 0 referto | Forlì | Stadio Gaetano Bonolis (1 664 spett.)\| Arbitro: \| Giua (Olbia) \| |
| Arbitro:                                           | Giua (Olbia) |               |       |                                                                     |

| Macerata 23 aprile 2017, ore 16:30 CEST 36ª giornata | Maceratese     | 0 – 0 referto | Teramo | Stadio Helvia Recina (907 spett.)\| Arbitro: \| Bertani (Pisa) \| |
| Arbitro:                                             | Bertani (Pisa) |               |        |                                                                   |

| Teramo 30 aprile 2017, ore 17:30 CEST 37ª giornata | Teramo             | 0 – 0 referto | Parma | Stadio Gaetano Bonolis (1 811 spett.)\| Arbitro: \| Zanonato (Vicenza) \| |
| Arbitro:                                           | Zanonato (Vicenza) |               |       |                                                                           |

| Arbitro: | Volpi (Arezzo) |

|  |           |             |
|  | Marcatori | 72’ Baccolo |

#### Play-out
| Arbitro: | Viotti (Tivoli) |

|                       |           |            |
| Bacio Terracino 45+1’ | Marcatori | 60’ Spighi |

| Teramo 28 maggio 2017, ore 16:30 CEST Ritorno | Teramo           | 0 – 0 | Lumezzane | Stadio Gaetano Bonolis (2 248 spett.)\| Arbitro: \| Balice (Termoli) \| |
| Arbitro:                                      | Balice (Termoli) |       |           |                                                                         |

### Coppa Italia

#### Primo turno
| Arbitro: | Perotti (Legnano) |

|                          |           |             |
| Iocolano 39’ Bocalon 60’ | Marcatori | 41’ Carraro |

### Coppa Italia Lega Pro
| Arbitro: | Capraro (Cassino) |

|                                                     |           |                                        |
| Petermann 41’ (rig.) Croce 77’, 116’ Manganelli 97’ | Marcatori | 52’ Montesi 83’ Palomeque 100’ Ventola |

| Arbitro: | Amabile (Vicenza) |

|                       |           |  |
| Croce 53’ (rig.), 83’ | Marcatori |  |

| Arbitro: | Maggioni (Lecco) |

|                                   |                      |                              |
| Sansovini 51’                     | Marcatori            | 28’ Frediani                 |
| Caidi Di Paolantonio Amadio Ilari | Tiri di rigore 2 – 4 | Bariti Mancini Agyei Momentè |

## Statistiche
Aggiornate al 7 maggio 2017

### Statistiche di squadra
| Competizione          | Punti            | In casa | In casa | In casa | In casa | In casa | In casa | In trasferta | In trasferta | In trasferta | In trasferta | In trasferta | In trasferta | Totale | Totale | Totale | Totale | Totale | Totale | DR |
| Competizione          | Punti            | G       | V       | N       | P       | Gf      | Gs      | G            | V            | N            | P            | Gf           | Gs           | G      | V      | N      | P      | Gf     | Gs     | DR |
| --------------------- | ---------------- | ------- | ------- | ------- | ------- | ------- | ------- | ------------ | ------------ | ------------ | ------------ | ------------ | ------------ | ------ | ------ | ------ | ------ | ------ | ------ | -- |
| Lega Pro              | 40               | 19      | 5       | 8       | 6       | 23      | 20      | 19           | 4            | 5            | 10           | 16           | 23           | 38     | 9      | 13     | 16     | 39     | 43     | -4 |
| Coppa Italia          | primo turno      | -       | -       | -       | -       | -       | -       | 1            | 0            | 0            | 1            | 1            | 2            | 1      | 0      | 0      | 1      | 1      | 2      | -1 |
| Coppa Italia Lega Pro | quarti di finale | 3       | 2       | 0       | 1       | 7       | 4       | -            | -            | -            | -            | -            | -            | 3      | 2      | 0      | 1      | 7      | 4      | +3 |
| Totale                | 40               | 22      | 7       | 8       | 7       | 30      | 24      | 20           | 4            | 5            | 11           | 17           | 25           | 42     | 11     | 13     | 18     | 47     | 49     | -2 |

### Andamento in campionato
| Giornata  | 1  | 2  | 3  | 4  | 5  | 6  | 7  | 8  | 9  | 10 | 11 | 12 | 13 | 14 | 15 | 16 | 17 | 18 | 19 | 20 | 21 | 22 | 23 | 24 | 25 | 26 | 27 | 28 | 29 | 30 | 31 | 32 | 33 | 34 | 35 | 36 | 37 | 38 |
| --------- | -- | -- | -- | -- | -- | -- | -- | -- | -- | -- | -- | -- | -- | -- | -- | -- | -- | -- | -- | -- | -- | -- | -- | -- | -- | -- | -- | -- | -- | -- | -- | -- | -- | -- | -- | -- | -- | -- |
| Luogo     | T  | C  | T  | C  | T  | C  | T  | C  | T  | C  | T  | C  | T  | C  | T  | T  | C  | T  | C  | C  | T  | C  | T  | C  | T  | C  | T  | C  | T  | C  | T  | C  | T  | C  | C  | T  | C  | T  |
| Risultato | P  | N  | P  | P  | N  | V  | N  | N  | P  | P  | V  | P  | P  | V  | P  | V  | P  | N  | N  | N  | P  | V  | P  | N  | P  | N  | P  | P  | P  | V  | N  | V  | V  | P  | N  | N  | N  | V  |
| Posizione | 20 | 16 | 17 | 19 | 18 | 16 | 16 | 15 | 17 | 17 | 15 | 15 | 18 | 15 | 16 | 13 | 16 | 16 | 16 | 16 | 17 | 16 | 18 | 14 | 17 | 16 | 17 | 18 | 19 | 19 | 19 | 18 | 16 | 16 | 16 | 16 | 16 | 16 |

Fonte:  Lega Pro – Classifiche, su lega-pro.com, Lega Pro (archiviato dall'url originale il 16 agosto 2016).
Legenda:

Luogo: C = Casa; T = Trasferta. Risultato: V = Vittoria; N = Pareggio; P = Sconfitta.

### Statistiche dei giocatori
Sono in corsivo i calciatori che hanno lasciato la società a stagione in corso.

Tra parentesi le autoreti.
| Giocatore         | Lega Pro | Lega Pro | Lega Pro    | Lega Pro   | Coppa Italia | Coppa Italia | Coppa Italia | Coppa Italia | Coppa Italia Lega Pro | Coppa Italia Lega Pro | Coppa Italia Lega Pro | Coppa Italia Lega Pro | Totale   | Totale | Totale      | Totale     |
| Giocatore         | Presenze | Reti     | Ammonizioni | Espulsioni | Presenze     | Reti         | Ammonizioni  | Espulsioni   | Presenze              | Reti                  | Ammonizioni           | Espulsioni            | Presenze | Reti   | Ammonizioni | Espulsioni |
| ----------------- | -------- | -------- | ----------- | ---------- | ------------ | ------------ | ------------ | ------------ | --------------------- | --------------------- | --------------------- | --------------------- | -------- | ------ | ----------- | ---------- |
| M. Altobelli      | 1        | 0        | 0           | 0          | 1            | 0            | 1            | 0            | 0                     | 0                     | 0                     | 0                     | 2        | 0      | 1           | 0          |
| S. Amadio         | 0        | 0        | 0           | 0          | 1            | 0            | 0            | 0            | 0                     | 0                     | 0                     | 0                     | 1        | 0      | 0           | 0          |
| D. Bulevardi      | 2        | 0        | 1           | 0          | 0            | 0            | 0            | 0            | 0                     | 0                     | 0                     | 0                     | 2        | 0      | 1           | 0          |
| N. Caidi          | 2        | 0        | 0           | 0          | 1            | 0            | 0            | 0            | 0                     | 0                     | 0                     | 0                     | 3        | 0      | 0           | 0          |
| G. Calderaro      | 0        | 0        | 0           | 0          | 0            | 0            | 0            | 0            | 0                     | 0                     | 0                     | 0                     | 0        | 0      | 0           | 0          |
| T. Calore         | 0        | 0        | 0           | 0          | 0            | 0            | 0            | 0            | 0                     | 0                     | 0                     | 0                     | 0        | 0      | 0           | 0          |
| A. Cannella       | 0        | 0        | 0           | 0          | 0            | 0            | 0            | 0            | 0                     | 0                     | 0                     | 0                     | 0        | 0      | 0           | 0          |
| F. Capitanio      | 0        | 0        | 0           | 0          | 0            | 0            | 0            | 0            | 0                     | 0                     | 0                     | 0                     | 0        | 0      | 0           | 0          |
| F. Carraro        | 2        | 0        | 0           | 0          | 1            | 1            | 0            | 0            | 0                     | 0                     | 0                     | 0                     | 3        | 1      | 0           | 0          |
| M. Cericola       | 0        | 0        | 0           | 0          | 1            | 0            | 0            | 0            | 0                     | 0                     | 0                     | 0                     | 1        | 0      | 0           | 0          |
| L. Cesarini       | 0        | 0        | 0           | 0          | 0            | 0            | 0            | 0            | 0                     | 0                     | 0                     | 0                     | 0        | 0      | 0           | 0          |
| A. Croce          | 1        | 0        | 0           | 0          | 1            | 0            | 0            | 0            | 0                     | 0                     | 0                     | 0                     | 2        | 0      | 0           | 0          |
| T. D'Orazio       | 2        | 0        | 0           | 0          | 1            | 0            | 1            | 0            | 0                     | 0                     | 0                     | 0                     | 3        | 0      | 1           | 0          |
| A. Di Paolantonio | 2        | 0        | 0           | 0          | 1            | 0            | 0            | 0            | 0                     | 0                     | 0                     | 0                     | 3        | 0      | 0           | 0          |
| L. Forte          | 1        | 0        | 0           | 0          | 0            | 0            | 0            | 0            | 0                     | 0                     | 0                     | 0                     | 1        | 0      | 0           | 0          |
| A. Fratangelo     | 1        | 0        | 0           | 0          | 0            | 0            | 0            | 0            | 0                     | 0                     | 0                     | 0                     | 1        | 0      | 0           | 0          |
| D. Frezzi         | 0        | 0        | 0           | 0          | 0            | 0            | 0            | 0            | 0                     | 0                     | 0                     | 0                     | 0        | 0      | 0           | 0          |
| C. Ilari          | 2        | 0        | 1           | 0          | 0            | 0            | 0            | 0            | 0                     | 0                     | 0                     | 0                     | 2        | 0      | 1           | 0          |
| A. Jefferson      | 1        | 0        | 0           | 0          | 0            | 0            | 0            | 0            | 0                     | 0                     | 0                     | 0                     | 1        | 0      | 0           | 0          |
| F. Karkalis       | 0        | 0        | 0           | 0          | 0            | 0            | 0            | 0            | 0                     | 0                     | 0                     | 0                     | 0        | 0      | 0           | 0          |
| P. Manganelli     | 0        | 0        | 0           | 0          | 0            | 0            | 0            | 0            | 0                     | 0                     | 0                     | 0                     | 0        | 0      | 0           | 0          |
| G. Mantini        | 0        | 0        | 0           | 0          | 0            | 0            | 0            | 0            | 0                     | 0                     | 0                     | 0                     | 0        | 0      | 0           | 0          |
| P. Ndiour         | 0        | 0        | 0           | 0          | 0            | 0            | 0            | 0            | 0                     | 0                     | 0                     | 0                     | 0        | 0      | 0           | 0          |
| L. Orlando        | 0        | 0        | 0           | 0          | 0            | 0            | 0            | 0            | 0                     | 0                     | 0                     | 0                     | 0        | 0      | 0           | 0          |
| D. Petermann      | 2        | 0        | 0           | 0          | 1            | 0            | 0            | 0            | 0                     | 0                     | 0                     | 0                     | 3        | 0      | 0           | 0          |
| M. Petrella       | 2        | 0        | 0           | 0          | 1            | 0            | 0            | 0            | 0                     | 0                     | 0                     | 0                     | 3        | 0      | 0           | 0          |
| M. Placido        | 0        | 0        | 0           | 0          | 0            | 0            | 0            | 0            | 0                     | 0                     | 0                     | 0                     | 0        | 0      | 0           | 0          |
| F. Rossi          | 2        | -3       | 0           | 0          | 1            | -2           | 0            | 0            | 0                     | 0                     | 0                     | 0                     | 3        | -5     | 0           | 0          |
| S. Sales          | 0        | 0        | 0           | 0          | 0            | 0            | 0            | 0            | 0                     | 0                     | 0                     | 0                     | 0        | 0      | 0           | 0          |
| M. Sansovini      | 2        | 1        | 0           | 0          | 1            | 0            | 0            | 0            | 0                     | 0                     | 0                     | 0                     | 3        | 1      | 0           | 0          |
| S. Scipioni       | 1        | 0        | 1           | 0          | 1            | 0            | 0            | 0            | 0                     | 0                     | 0                     | 0                     | 2        | 0      | 1           | 0          |
| E. Selva          | 0        | 0        | 0           | 0          | 0            | 0            | 0            | 0            | 0                     | 0                     | 0                     | 0                     | 0        | 0      | 0           | 0          |
| I. Speranza       | 2        | 0        | 1           | 0          | 0            | 0            | 0            | 0            | 0                     | 0                     | 0                     | 0                     | 2        | 0      | 1           | 0          |
| D. Steffè         | 0        | 0        | 0           | 0          | 0            | 0            | 0            | 0            | 0                     | 0                     | 0                     | 0                     | 0        | 0      | 0           | 0          |
| A. Tini           | 0        | 0        | 0           | 0          | 0            | 0            | 0            | 0            | 0                     | 0                     | 0                     | 0                     | 0        | 0      | 0           | 0          |

## Giovanili

### Organigramma
Fonte
Management
- Presidente: Ercole Cimini
- Responsabile settore giovanile: Piero D’Orazio
- Responsabile tecnico: Vincenzo Feliciani
- Responsabile organizzativo: Marco Villa
- Segretario: Pasquale Belfiore
- Team Manager: Andrea Belfiore
- Magazziniere: Mauro Di Ubaldo

Area tecnica
- Allenatore squadra Berretti: Rinaldo Cifaldi
- Allenatore squadra Under 17: Edmondo De Amicis
- Allenatore squadra Under 16: Paolo Gentile
- Allenatore squadra Under 15: Giuseppe Scervino
- Allenatore squadra Under 14: Andrea Possenti
- Allenatore squadra Esordienti: Luciano Di Stefano
- Preparatore portieri: Giuseppe Oliverio
- Collaboratore tecnico: Stefano Nicoletti
- Preparatore atletico: Massimiliano Lattanzi
- Collaboratori attività motoria: Riccardo Cantarini, Stefano Del Grosso, Marco Timoteo

### Piazzamenti
- Berretti: 
  - Campionato nazionale Dante Berretti: fase a gironi (da disputare)
- Under-17: 
  - Campionato Nazionale Under-17 Lega Pro: fase a gironi (da disputare)
- Under-15: 
  - Campionato Nazionale Under-15: fase a gironi (da disputare)